# Isomalt
Isomalt er en sukkererstatning, en type sukkeralkohol der primært anvendes for dens sukkerlignende fysiske egenskaber. Det har ringe eller ingen indvirkning på blodsukker og stimulerer ikke frigivelsen af insulin. Det fremmer heller ikke tandforfald, det vil sige det er tandvenligt. Dens energiværdi er 2 kcal/g, halvdelen af sukkers. Men ligesom de fleste sukkeralkoholer er det risiko for gastrisk lidelse, herunder flatulens og diarré. når det indtages i store mængder (over ca. 20-30 g pr. dag). Isomalt kan vise sig forstyrrende i tarmkanalen, fordi det absorberes ufuldstændigt i tyndtarmen, og når polyoler passerer ind i tyktarmen, kan de forårsage osmotisk induceret diarré[kilde mangler] og stimulere tarmfloraen og forårsage flatulens. Lige som med kostfibre kan regelmæssigt forbrug af isomalt føre til lavere følsomhed og dermed mindre risiko for tarmforstyrrelser. Isomalt er mindre sødt end sukker, men kan blandes med højtintensitetssødemidler som sukralose, hvilket giver en blanding, der har samme sødme som sukker.[kilde mangler]
Isomalt er en ækvimolær blanding af to indbyrdes diastereomere disaccharider, der hver består af to sukkerarter: glukose og mannitol (a- D- glucopyranosido-1,6-mannitol) og også glukose og sorbitol (a- D- glucopyranosido-1,6-sorbitol ). Komplet hydrolyse af isomalt giver glucose (50%), sorbitol (25%) og mannitol (25%). Det er et lugtfrit, hvidt krystallinsk stof indeholdende ca. 5% krystalvand. Isomalt har en minimal køleeffekt (positiv varmeopløsning), lavere end mange andre sukkeralkoholer, især xylitol og erythritol . 
Isomalt fremstilles i en to-trins proces, hvori saccharose først transformeres til isomaltulose, et reducerende disakkarid (6- O-a- D- glucopyranosido- D- fructose). Isomaltulosen hydrogeneres derefter ved anvendelse af en Raney-nikkelkatalysator.  Slutproduktet - isomalt - er en ækvimolær sammensætning af 6- O-a- D- glucopyranosido- D- sorbitol (1,6-GPS) og 1- O-a- D- glucopyranosido- D -mannitoldihydrat (1, 1-GPM-dihydrat).[kilde mangler]
Isomalt er blevet godkendt til brug i EU og en række andre lande.[kilde mangler]

## Anvendelser
Isomalt anvendes i vid udstrækning til fremstilling af sukkerfri slik, især hårdkogt slik, fordi det modstår krystallisation meget bedre end standardkombinationerne af saccharose og majssirup. Den bruges i sukkerskulptur af samme grund. 